# Mortiis
Mortiis, pseudonimo di Håvard Ellefsen (25 luglio 1975), è un musicista norvegese.
Dopo aver iniziato l'attività musicale come bassista del gruppo black metal Emperor, l'artista ha proseguito l'attività solista attraverso un progetto ambient dai toni epici e medievaleggianti, evolutosi in un vero e proprio gruppo musicale, che propone sonorità industrial rock.

## Biografia

### Giovinezza: Gli Emperor
Håvard Ellefsen è nato a Skien nel Telemark, zona situata nella Norvegia occidentale.
Fin da piccolo Håvard mostra grande interesse per la musica rock e comincia a suonare il basso in età molto giovane. A 15 anni entra a far parte della black metal band degli Emperor ed acquista lo pseudonimo di Mortiis. Siamo quindi nei tempi dell'Inner Circle dove Mortiis entra a far parte non ancora maggiorenne assieme ad altri musicisti come Mayhem, Varg Vikernes e Jon Nödtveidt. Mortiis sembra però spaventato dalle azioni criminali che si ritrova a compiere assieme agli altri, e poco dopo l'arresto per omicidio di Bård Faust fugge in Svezia lasciando a metà il lavoro dell'album In the Nightside Eclipse degli Emperor che verrà pubblicato tre anni dopo con il bassista Tchort e diventerà un vero e proprio manifesto. Il diciassettenne si trasferisce quindi nella cittadina svedese di Halmstad e decide di cominciare una carriera solista.

### 1999: Mortiis
Il sound che Mortiis propone all'inizio è una dark ambient molto influenzata dalla musica medievale e dalla musica sinfonica che si rivela molto originale ed interessante. Håvard torna in Norvegia nel 1999 ed è proprio quello l'anno in cui nasce il progetto Mortiis che conosciamo adesso. Håvard decide di trasformare il suo progetto solista in una band e di cambiare anche le sonorità, nettamente diverse dai primi lavori; passa quindi dalla dark ambient a un industrial rock che suona come un connubio fra Combichrist, Suicide Commando e Nine Inch Nails con qualche influenza elettropop.
In questi anni il musicista collabora con nomi importanti come la cantante inglese Sarah Jezebel Deva (ai tempi con i Cradle of Filth) e il chitarrista anglo-svedese Christopher Amott ed assume nella formazione diversi membri dei Lost in Time. A contribuire all'intrigante aspetto musicale si aggiunge anche un look molto particolare che si distacca completamente dall'abbigliamento da blackster che Mortiis aveva ai tempi degli Emperor: trasforma i suoi capelli lisci in lunghi dreadlocks e comincia a portare una maschera da folletto durante i concerti che subirà diverse modifiche. Il suo intrigante look lo ha fatto definire da molti (sicuramente in maniera scherzosa) come un troll, un goblin o un elfo ed Håvard ha risposto divertito: "sono cresciuto con Alice Cooper e i Kiss, cosa vi aspettavate?"

## Discografia

### Con i Mortiis
- 1994 – Født til å herske
- 1995 – Ånden som gjorde opprør
- 1995 – Keiser av en dimensjon ukjent
- 1999 – The Stargate
- 2001 – The Smell of Rain
- 2004 – The Grudge
- 2010 – Perfectly Defect
- 2016 – The Great Deceiver
- 2017 – The Unraveling Mind
- 2020 – Spirit of Rebellion

### con gli Emperor
- 1992 – Wrath of the Tyrant (demo)
- 1993 – Emperor (EP)
- 1993 – Emperor / Hordanes Land (split)
- 1994 – As the Shadows Rise (EP)
- 1998 – Emperor / Wrath of the Tyrant (compilation)
- 2000 – True Kings of Norway (split)
- 2003 – Scattered Ashes: A Decade of Emperial Wrath (compilation)

### Con i Fata Morgana
- 1995 – Fata Morgana
- 1996 – Space Race

### Con i Cintecele Diavolui
- 1996 – The Devil's Songs (EP)
- 2020 – The Devil's Songs Part II: One Soul Less for the Devil (EP)

### Con i Vond
- 1993 – Håvard-Vond (singolo)
- 1994 – Selvmord
- 1996 – The Dark River
- 1998 – Green Eyed Demon
- 2017 – AIDS to the People (compilation)

### Collaborazioni
- 1990 – Embryonic - The Land of the Lost Souls (con il nome "Håvard E.")
- 1995 – Fermenting Innards - Myst
- 2005 – Scum - Gospels for the Sick
- 2019 – Aeon Winds - Stormveiled
- 2021 – Count Vornok - Guided by the Light of Felrisian's Staff
- 2021 – Pestis Cultus - Pestis Cultus